# Сулименко, Теодор
Теодор Сулименко (Сулимка; укр. Теодор Сулименко) — украинский казак, гетман Украины в 1684—1685 годах.

## Биография
Достоверных данных о дате рождения и смерти Сулименко — не имеется.
Летом 1684 года Порта провозгласила новым гетманом «турецкой» части Правобережной Украины казацкого полковника Теодора Сулименко (Сулимку). Перед этим Сулименко подчинялся польскому гетману Степану Куницкому.
В ноябре 1684 года Сулименко вместе с татарскими войсками сына хана Селим-Гирея І на протяжении порядка трёх недель намеревался отбить Немировскую крепость у гетмана Андрея Могилы. Однако, невзирая на помощь татар, он так и не смог овладеть Немировом.
В 1685 году войсками Сулименко был захвачен замок в селе Долина, ныне Теребовлянский район Тернопольской области Украины.
В этом же году отряды Сулименко делали попытки захватить правобережную казацкую столицу и другой центр казачества — Брацлав. Но осенью они были разбиты четырёхтысячным войском Могилы в Ягорлыке. Большинство казаков Сулименко (из 1200) перешли на сторону Могилы. Сам Теодор Сулименко был схвачен и передан польскому королю.
Дальнейшая его судьба неизвестна.